# Вакарени (Тулћа)
Вакарени (рум. Văcăreni) насеље је у Румунији у округу Тулћа у општини Вакарени. Oпштина се налази на надморској висини од 27 m.

## Становништво
Према подацима из 2002. године у насељу је живело 2357 становника, од којих су сви румунске националности.